# Перуанская кухня
Перуанская кухня — кухня Перу, представляющая собой смесь инкских, японских, китайских и европейских кулинарных традиций, которые могут различаться в зависимости от регионов страны.

## Кулинарные разновидности
Существуют три вида перуанской кухни: креоль, никкей и чифа. Креоль зародился ещё до новой эры при инках, впоследствии в него были привнесены испанские кулинарные традиции. Для креоля характерны такие продукты как рис, маис, свинина, курица. В нём присутствуют сладкие пряные и кислые вкусы. Никкей появился в результате переселения в Перу японцев, одно из самых популярных блюд никкей — роллы с острыми соусами. Чифа — это традиционная кухня перуанских китайцев, характерным примером этого стиля может служить вок, в который добавляют перуанский чили.

## Продукты

### Морепродукты
Перу богата морепродуктами за счёт Перуанского течения, которое движется вдоль западных берегов страны и несёт богатую биогенными веществами водную массу, которая в свою очередь приманивает рыбу

### Мясо
Собственная мясная продукция развита очень слабо. Мясо импортируют из таких стран как Аргентина, США, Уругвай и т. д. Из Анд пришла традиция употребления в пищу морских свинок. В некоторых местах Перу едят мясо лам. Свинина и курица в стране наиболее популярны.

### Молочная продукция
Молочная продукция пользуется большой популярностью, особенно в регионах Кахамарка и Кипа. В горных регионах готовят сыр с сычужным ферментом, который не выдерживают и употребляют в пищу всегда молодым.

### Картофель и кукуруза
В Перу большое разнообразие видов картофеля, его выращивают даже в Андах на высоте более чем 3500 м над уровнем моря. В пищу употребляется жёлтая, чёрная и фиолетовая кукурузы.

### Фрукты, овощи и другие растения
В Перу растут помидоры, киноа, авокадо, спаржа, оливки, виноград, апельсины, фиги, черника, лайм. В пищу употребляют луновидную фасоль, лукума, рожковое дерево. Они культивируются в садах и на полях, а также произрастают в лесах Амазонии.

### Перцы
Существует более 100 видов перцев. Перец ахи лимо по вкусу напоминает лайм.

### Листья коки
Андские фермеры жуют листья коки, растущие у подножия гор. Кока подавляет чувства голода и помогает в преодолении усталости. Её листья продаются в перуанских супермаркетах. В качестве напитка используется мате-де-кока (завариваемый из листьев коки чай). Они используются в приготовлении соусов, десертов и коктейлей. Из них делают алкогольный напиток кока-писко.

## Блюда

### Овощные блюда
Перуанское блюдо из варёного жёлтого картофеля в остром сливочном соусе Уанкайо. Хотя в названии соуса присутствует перуанский город Уанкайо, считается, что возник он в столице Перу, Лиме. В основе соуса сливочный сыр «кесо фреско», растительное масло, жёлтый перуанский перец, сгущёное молоко и соль, взбитые в блендере. Некоторые рецепты требуют чеснока, лука и измельчённых солёных овощей. Этот соус также используется во многих других перуанских блюдах. Папа-а-ля-Уанкайо является одним из основных блюд повседневной и праздничной кухни по всей стране. Обычно его подают холодным с листьями салата, варёными яйцами, и украшают чёрными оливками, зернами кукурузы.
Ломо-сальтадо — жаркое с овощами, представляющее собой смесь креоля и чифы. В качестве гарниров к блюду используют перуанский картофель (в виде фри) и китайский рис, которые подаются вместе. Сольтадо можно перевести как «изготовленный в большом количество масла».

### Блюда из рыбы
Севиче готовят из белой морской рыбы, очищенной от кожи и нарезанной в кубиках, которые маринуют в маринаде лече-де-тигре, сделанного из острого перца, лука, чеснока, лайма или апельсина. Его обычно едят в севичериях, специально предназначенных для этого блюда заведениях.
Эскабече — пикантная закуска из рыбы. Состоит из двух компонентов: маринада и обжаренной рыбы. В состав маринада входит лук, перец, семена кориандра, лавровый лист, вино и уксус. Рыбное филе обжаривают, заливают горячим маринадом, дают блюду остыть.

### Блюда из мяса
Антикучос — напоминающие кебаб шашлычки, приготавливаемые в основном из маринованных кусочков телячьего сердца. Блюдо появилось во времена испанских конкистадоров, которые заменили в кухне инков мясо лам гуанако говядиной.
Карапулька — блюдо из свинины, курицы, арахиса, чили и дегидрированного картофеля. В Перу карапульку готовили рабы из Африки.
Полло а ля браса — разновидность курицы-гриль по-перуански с соусом.

### Блюда из кукурузы
Название блюда Аррос-кон-польо переводится с испанского как «рис и курица». Популярное в Латинской Америке блюдо наподобие паэльи, которое имеет в странах региона свои особенности. В составе — курятина, рис, ветчина, помидоры, перец, горошек, специи и ароматные пряности. Для цвета добавляют шафран или куркуму.
Пастель де чокло — пирог из кукурузы с мясом.

Блюдо из разных сортов мяса, кукурузы и различных видов картофеля. Готовится в яме, которую обкладывают камнями, внутри ямы разжигают костёр, затем вытаскивают из неё угли и помещают туда ингредиенты. Их покрывают банановыми листьями, которые засыпают землёй. Запекается примерно несколько часов.

### Десерты
Среди перуанских традиционных сладостей можно отметить, в частности, своеобразные конфеты теха, происходящие из региона Ика.

## Напитки

### Писко
Крепкий алкогольный напиток из виноградного вина свежего брожения. В процессе одной дистилляции получается ароматная 43-градусная жидкость. Виноград, из которого делают писко, растёт на побережье Тихого океана, от Лимы до чилийской границы. Благодаря холодному течению вода практически не испаряется, вследствие этого в местах произрастания винограда дожди случаются очень редко. Земля сильно прогревается, в результате чего в винограде образуется большое количество сахара, за счёт которого получается высокоградусное вино. В писко запрещено добавлять воду, а также менять структуру и цвет. На основе напитка делают коктейли, например, писко сауэр. Между Перу и Чили ведётся спор о том, чей напиток может быть назван писко. В отличие от перуанского напитка чилийский писко разводят водой.

### Чича
Слабоалкогольный напиток, вкусовыми качествами похожий на пиво. Готовится из кукурузного хлеба, который жуют женщины. Присутствующие в слюне ферменты превращают крахмал в сахар, в результате чего происходит брожение.

### Чича-морадо
Безалкогольный напиток, напоминающий по вкусу глинтвейн. Готовится из чёрной кукурузы, которая варится вместе с фруктами, корицей, гвоздикой и другими специями.